# Сборная Бангладеш по крикету
Сборная Бангладеш по крикету (бенг. বাংলাদেশ জাতীয় ক্রিকেট দল) представляет Народную Республику Бангладеш в международных тестовых матчах, а также матчах ODI и Twenty20 по крикету. Сборная управляется Бангладешским крикетным советом, который в свою очередь, является полным членом Международного совета крикета. Дебют команды на международном уровне состоялся в 1977 году. Сборная приняла участие в турнире ICC Трофи, который проходил в Англии. 31 марта 1986 года Бангладеш впервые провёл матч по правилам ODI. Игра против Пакистана прошла в рамках кубка Азии. Азиатские спортсмены тогда одержали две победы и дважды проиграли.
На протяжении длительного периода самым популярными видом спорта в стране был футбол. Крикет вышел на первое место по популярности после ICC Трофи 1997 года, который команда выиграла. Победа в турнире позволила сборной впервые пройти отбор на чемпионат мира ODI. Свой первый тестовый матч Бангладеш провёл против Индии в 2000 году. Бангладеш стал десятой тестовой сборной по крикету.
В 2000—2002 годах команда потерпела 21 поражение в тестовых матчах подряд, а в 2001—2004 команда непрерывно проигрывала на протяжении 23 матчей ODI — эти серии являются худшими в истории крикета. В 79 тестовых матчах команда выиграла лишь четырежды. Первая тестовая победа пришла к команде в игре с Зимбабве, молодой сборной, страдавшей от нехватки игроков высокого уровня. Отчасти неудачи сборной можно объяснить отсутствием тестовой практики на протяжении почти всей истории бангладешского крикета. Тем не менее, команда более успешна в других крикетных форматах. Команда выиграла 77 из 273 матчей ODI и 9 из 30 матчей Twenty20.

## Руководство
Бангладешский крикетный совет был основан в 1972 году. Первый устав организации был принят в 1976 году. До 2007 года федерация называлась Бангладешским советом по контролю за крикетом. Глава совета назначается правительством республики. В компетенцию совета входит управление коммерческими делами сборной. С 2003 года главным спонсором как мужской, так и женской сборных выступает телекоммуникационная компания Grameenphone. В 2007—2011 годах компания инвестировала в развитие бангладешского крикета 151,5 млн. так (почти $2 млн.). В 2006 году совет учредил крикетную академию. 
В 2005 году игроки сборной получали около $1000 за каждый тестовый матч и около $500 за игру ODI.

## Выступления

### Чемпионат мира ODI
| Чемпионат мира ODI | Чемпионат мира ODI | Чемпионат мира ODI | Чемпионат мира ODI | Чемпионат мира ODI | Чемпионат мира ODI | Чемпионат мира ODI | Чемпионат мира ODI |
| Год                | Результат          | Позиция            | Матчи              | Победы             | Поражения          | Ничьи-тай          | Нет результата     |
| ------------------ | ------------------ | ------------------ | ------------------ | ------------------ | ------------------ | ------------------ | ------------------ |
| 1975               | не участвовали     | не участвовали     | не участвовали     | не участвовали     | не участвовали     | не участвовали     | не участвовали     |
| 1979               | не прошли отбор    | не прошли отбор    | не прошли отбор    | не прошли отбор    | не прошли отбор    | не прошли отбор    | не прошли отбор    |
| 1983               | не прошли отбор    | не прошли отбор    | не прошли отбор    | не прошли отбор    | не прошли отбор    | не прошли отбор    | не прошли отбор    |
| 1987               | не прошли отбор    | не прошли отбор    | не прошли отбор    | не прошли отбор    | не прошли отбор    | не прошли отбор    | не прошли отбор    |
| 1992               | не прошли отбор    | не прошли отбор    | не прошли отбор    | не прошли отбор    | не прошли отбор    | не прошли отбор    | не прошли отбор    |
| 1996               | не прошли отбор    | не прошли отбор    | не прошли отбор    | не прошли отбор    | не прошли отбор    | не прошли отбор    | не прошли отбор    |
| 1999               | Раунд 1            | 9/12               | 5                  | 2                  | 3                  | 0                  | 0                  |
| 2003               | Раунд 1            | 13/14              | 6                  | 0                  | 5                  | 0                  | 1                  |
| 2007               | Раунд 2            | 7/16               | 9                  | 3                  | 6                  | 0                  | 0                  |
| 2011               | Раунд 1            | 9/14               | 6                  | 3                  | 3                  | 0                  | 0                  |
| 2015               | квалификация       | –                  | –                  | –                  | –                  | –                  | –                  |
| 2019               | квалификация       | –                  | –                  | –                  | –                  | –                  | –                  |
| Всего              |                    |                    | 26                 | 8                  | 17                 | 0                  | 1                  |

### Чемпионат мира Twenty20
| Чемпионат мира Twenty20 | Чемпионат мира Twenty20 | Чемпионат мира Twenty20 | Чемпионат мира Twenty20 | Чемпионат мира Twenty20 | Чемпионат мира Twenty20 | Чемпионат мира Twenty20 | Чемпионат мира Twenty20 | Чемпионат мира Twenty20 |
| Год                     | Результат               | Позиция                 | Матчи                   | Победы                  | Поражения               | Ничьи-тай               | Нет результата          |                         |
| ----------------------- | ----------------------- | ----------------------- | ----------------------- | ----------------------- | ----------------------- | ----------------------- | ----------------------- | ----------------------- |
| 2007                    | Раунд 2                 | 8/12                    | 5                       | 1                       | 4                       | 0                       | 0                       |                         |
| 2009                    | Раунд 1                 | 9/12                    | 2                       | 0                       | 2                       | 0                       | 0                       |                         |
| 2010                    | Раунд 1                 | 9/12                    | 2                       | 0                       | 2                       | 0                       | 0                       |                         |
| 2012                    | Раунд 1                 | 9/12                    | 2                       | 0                       | 2                       | 0                       | 0                       |                         |
| 2014                    | квалификация            | -                       | -                       | -                       | -                       | -                       | -                       |                         |
| Всего                   |                         |                         | 11                      | 1                       | 10                      | 0                       | 0                       |                         |

### Кубок Азии
| Кубок Азии | Кубок Азии      | Кубок Азии      | Кубок Азии      | Кубок Азии      | Кубок Азии      | Кубок Азии      | Кубок Азии      |
| Год        | Результат       | Позиция         | Матчи           | Победы          | Поражения       | Ничьи-тай       | Нет результата  |
| ---------- | --------------- | --------------- | --------------- | --------------- | --------------- | --------------- | --------------- |
| 1984       | не прошли отбор | не прошли отбор | не прошли отбор | не прошли отбор | не прошли отбор | не прошли отбор | не прошли отбор |
| 1986       | Раунд 1         | 3/3             | 2               | 0               | 2               | 0               | 0               |
| 1988       | Раунд 1         | 4/4             | 3               | 0               | 3               | 0               | 0               |
| 1990–91    | Раунд 1         | 3/3             | 2               | 0               | 2               | 0               | 0               |
| 1995       | Раунд 1         | 4/4             | 3               | 0               | 3               | 0               | 0               |
| 1997       | Раунд 1         | 4/4             | 3               | 0               | 3               | 0               | 0               |
| 2000       | Раунд 1         | 4/4             | 3               | 0               | 3               | 0               | 0               |
| 2004       | Раунд 2         | 4/6             | 5               | 1               | 4               | 0               | 0               |
| 2008       | Раунд 2         | 4/6             | 5               | 1               | 4               | 0               | 0               |
| 2010       | Раунд 1         | 4/4             | 3               | 0               | 3               | 0               | 0               |
| 2012       | Финал           | 2/4             | 4               | 2               | 2               | 0               | 0               |
| Всего      |                 |                 | 33              | 4               | 29              | 0               | 0               |

## Рекордсмены

### По числу матчей
| Тестовые матчи | Тестовые матчи   |
| -------------- | ---------------- |
| 61             | Мохаммад Ашрафул |
| 50             | Хабибул Башар    |
| 44             | Халед Машуд      |
| 40             | Джавед Омар      |
| 36             | Машрафе Мортаза  |
| 35             | Шахадат Хоссейн  |
| 34             | Мушфикур Рахим   |
| 33             | Мохаммад Рафик   |
| 30             | Шакиб Аль-Хасан  |
| 28             | Тамим Икбал      |

| ODI | ODI              |
| --- | ---------------- |
| 175 | Мохаммад Ашрафул |
| 144 | Абдур Раззак     |
| 120 | Шакиб Аль-Хасан  |
| 126 | Халед Машуд      |
| 126 | Машрафе Мортаза  |
| 123 | Мохаммад Рафик   |
| 122 | Тамим Икбал      |
| 119 | Мушфикур Рахим   |
| 111 | Хабибул Башар    |
| 91  | Махмудулла       |

| Twenty20 | Twenty20         |
| -------- | ---------------- |
| 29       | Мушфикур Рахим   |
| 27       | Абдур Раззак     |
| 26       | Шакиб Аль-Хасан  |
| 26       | Тамим Икбал      |
| 24       | Махмудулла       |
| 23       | Мохаммад Ашрафул |
| 20       | Машрафе Мортаза  |
| 14       | Насир Хоссейн    |
| 11       | Афтаб Ахмед      |
| 11       | Шафиул Ислам     |